# Olympische Sommerspiele 2008/Teilnehmer (Cookinseln)
| Gelbes Symbol für Goldmedaillen mit stilisierten Olympischen Ringen | Graues Symbol für Silbermedaillen mit stilisierten Olympischen Ringen | Braundes Symbol für Bronzemedaillen mit stilisierten Olympischen Ringen |
| ------------------------------------------------------------------- | --------------------------------------------------------------------- | ----------------------------------------------------------------------- |
| —                                                                   | —                                                                     | —                                                                       |

Die Cookinseln nahmen 2008 zum sechsten Mal an den Olympischen Sommerspielen in Peking teil. 

## Teilnehmer nach Sportarten

### Gewichtheben
- Sam Pera Junior
Männer, Klasse über 105 kg

### Leichtathletik
- Gordon Heather
Männer, 100 m
- Tereapii Tapoki
Frauen, Diskus

### Schwimmen
- Petero Okotai
Männer, 100 m Brust, Resultat: 1:20,20 min – 63. Platz